# Wolodymyr Dudka

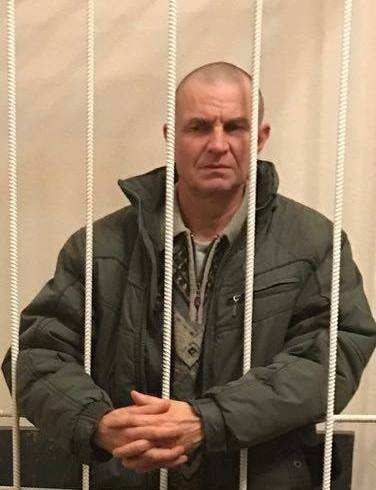
Wolodymyr Dudka (2017)

Wolodymyr Dudka (ukrainisch Володимир Дудка; * 30. September 1964 in Sumy, Ukrainische Sozialistische Sowjetrepublik, Sowjetunion) ist ein Reservekapitän 2. Ranges der ukrainischen Marine. Am 9. November 2016 wurde er vom russischen Geheimdienst FSB in der Stadt Sewastopol festgenommen und der Sabotage bezichtigt. Er wurde wegen Vorbereitung von Sabotage als Teil einer organisierten Gruppe sowie wegen des illegalen Kaufs und der Lagerung von Sprengstoffen oder Geräten zu 14 Jahren Haft verurteilt. Die Menschenrechtsorganisation Memorial stuft ihn als politischen Gefangenen ein.

## Leben
Am 9. November 2016 wurde Dudka auf seinem Weg ins Krankenhaus zur Behandlung eines entzündeten Magengeschwürs von Männern des FSB festgenommen. Am selben Tag wurden auch die Personen Oleksij Bessarabow und Dmytro Schtyblikow verhaftet. Der FSB warf ihnen vor Mitglieder einer „terroristischen Sabotagegruppe“ des Militärgeheimdienstes des ukrainischen Verteidigungsministeriums zu sein, die Sabotageakte an Orten militärischer und ziviler Infrastruktur auf der Krim verüben wollten. Als vermeintliches Beweismaterial fungierten dabei unter anderem „Waffen“, die bei Schtyblikow beschlagnahmt worden sein sollen, die sich jedoch als Paintball-Gewehre herausstellten. Dudka hatte erst fünf Tage nach seiner Verhaftung Zugang zu einem Anwalt, dem er erklärte, dass er unschuldig sei und er seine ursprünglichen „Geständnisse“ unter Druck und wegen Drohungen gegenüber seiner Familie abgegeben habe. Während des Gerichtsverfahrens bestritten Dudka und Bessarabow die Vorwürfe und gaben an, mit Elektroschockern gefoltert worden zu sein.
Im Juni 2018 nahm das Europäische Parlament eine Resolution an, welche die russischen Behörden zu einer sofortigen Freilassung illegal festgehaltener ukrainischer Staatsbürger auffordert, darunter auch Wolodymyr Dudka.
Am 4. April 2019 verurteilte das Stadtgericht von Sewastopol Bessarabow und Dudka wegen angeblicher Vorbereitung von Sabotageangriffen auf die Halbinsel und illegaler Lagerung von Sprengstoff zu 14 Jahren Haft in einer Strafkolonie. Nach Angaben seines Sohnes hat sich der Gesundheitszustand von Dudka verschlechtert. Demnach hat er chronische Bauchschmerzen und sein Blutdruck habe sich erhöht aber er erhalte keine ausreichende medizinische Hilfe durch die Behörden.